# I Can Feel You
Az I Can Feel You Anastacia amerikai énekesnő első kislemeze negyedik, Heavy Rotation című stúdióalbumáról. Premierje a brit BBC Radio 2-n volt 2008. augusztus 21-én.

## Videóklip
A dal videóklipjét Chris Applebaum rendezte, Los Angelesben forgatták. Premierje szeptember 14-én volt. A klipben Anastacia négy különböző környezetben látható: szűk utcában ezüstruhában; széken, zöld fényekkel körülvéve, fekete bőrnadrágban; meztelenül fürdőkádban; ezüstruhában, tollas boával egy fal előtt táncol. Láthatóak benne jelenetek a klipforgatásról is, és szerepel benne Anastacia férje, testvére és kutyái.

## Számlista
Promóciós CD kislemez (Egyesült Királyság)
1. I Can Feel You (Radio Edit) – 3:31
2. I Can Feel You (Album Version) – 3:50

Promóciós CD maxi kislemez (Egyesült Királyság)
1. I Can Feel You (Original Version) – 3:49
2. I Can Feel You (Max Sanna & Steve Pitron Radio Edit) – 3:34
3. I Can Feel You (Max Sanna & Steve Pitron Club Mix) – 7:54
4. I Can Feel You (Max Sanna & Steve Pitron Club Mix Radio Edit) – 3:33
5. I Can Feel You (Mousse T Remix) – 3:26

CD kislemez (Németország)
1. I Can Feel You (Album Version) – 3:50
2. I Can Feel You (Instrumental) – 3:48

CD kislemez (nemzetközi)
1. I Can Feel You (Album Version) – 3:50
2. I Can Feel You (Max Sanna & Steve Pitron Club Mix) – 7:54

CD maxi kislemez (nemzetközi)
1. I Can Feel You (Radio Edit) – 3:30
2. In Summer – 4:07
3. I Can Feel You (Max Sanna & Steve Pitron Club Mix) – 7:54
4. I Can Feel You (videóklip)

CD maxi kislemez (Ausztrália)
1. I Can Feel You (Radio Edit) – 3:30
2. I Can Feel You (Max Sanna & Steve Pitron Club Mix) – 7:54
3. In Summer – 4:07
4. I Can Feel You (videóklip)

12" maxi kislemez
(A Mercury különkiadása DJ-knek)
A-oldal
1. I Can Feel You - Mousse T Remix - 3:26
2. I Can Feel You - Max Sanna & Steve Pitron Club Mix - 7:54

B-oldal
1. I Can Feel You - Mousse T Remix w/Rap - 3:50
2. I Can Feel You - Max Sanna & Steve Pitron Dub Mix - 7:56

## Helyezések
| Slágerlista (2008)                                 | Legmagasabb helyezés |
| -------------------------------------------------- | -------------------- |
| Ausztrál, fizikai formátumban megjelent kislemezek | 31                   |
| Belga kislemezlista (Flandria)                     | 38                   |
| Belga kislemezlista (Vallónia)                     | 33                   |
| Brit kislemezlista                                 | 67                   |
| Cseh rádiós slágerlista                            | 57                   |
| European Hot 100 Singles                           | 54                   |
| Holland Top 40                                     | 24                   |
| Német kislemezlista                                | 25                   |
| Olasz kislemezlista                                | 9                    |
| Osztrák kislemezlista                              | 20                   |
| Svájci kislemezlista                               | 27                   |
| Svéd kislemezlista                                 | 17                   |
| Szlovák rádiós slágerlista                         | 5                    |
| Slágerlista (2009)                                 | Legmagasabb helyezés |
| Magyar rádiós slágerlista                          | 20                   |